# كينغ جي. بورتر
كينغ جي. بورتر هو سياسي أمريكي، ولد في 3 فبراير 1921 في تينيسي في الولايات المتحدة، وتوفي في 3 ديسمبر 2012 في همبولت في الولايات المتحدة. انتخب عضو مجلس نواب تينيسي ‏.